# Leeds (Nova York)
Leeds és una concentració de població designada pel cens dels Estats Units a l'estat de Nova York. Segons el cens del 2000 tenia 369 habitants.

## Demografia
Segons el cens del 2000, Leeds tenia 369 habitants, 174 habitatges, i 92 famílies. La densitat de població era de 274 habitants/km².
Dels 174 habitatges en un 21,3% hi vivien nens de menys de 18 anys, en un 37,4% hi vivien parelles casades, en un 10,9% dones solteres, i en un 47,1% no eren unitats familiars. En el 37,4% dels habitatges hi vivien persones soles el 17,8% de les quals corresponia a persones de 65 anys o més que vivien soles. El nombre mitjà de persones vivint en cada habitatge era de 2,12 i el nombre mitjà de persones que vivien en cada família era de 2,77.
Per edats la població es repartia de la següent manera: un 19,2% tenia menys de 18 anys, un 9,2% entre 18 i 24, un 32,8% entre 25 i 44, un 20,1% de 45 a 60 i un 18,7% 65 anys o més.
L'edat mediana era de 38 anys. Per cada 100 dones de 18 o més anys hi havia 80,6 homes.
La renda mediana per habitatge era de 41.719 $ i la renda mediana per família de 51.250 $. Els homes tenien una renda mediana de 48.167 $ mentre que les dones 25.208 $. La renda per capita de la població era de 31.187 $. Entorn del 8,4% de les famílies i el 7,7% de la població estaven per davall del llindar de pobresa.